# Ken Leung
Kenneth "Ken" Leung, född 21 januari 1970 i New York, är en amerikansk skådespelare. Hans roller inkluderar Sang i Rush Hour, Miles Straume i Lost, Admiral Statura i Star Wars: The Force Awakens och Eric Tao i HBO:s Industry.

## Bakgrund
Leung är född och uppvuxen i New York, men är av kinesiskt ursprung. Han studerade skådespeleri vid University of New York tillsammans med Catherine Russell och Nan Smithner. Han fick sitt genombrott 1997 i filmen Rush Hour. Han har även medverkat i filmer som X-Men: The Last Stand, Spy Game och Shanghai Kiss. Leung gjorde sin Broadway debut 2002 i musikalen Thoroughly Modern Millie. Han gjorde en gästroll i sista säsongen av Sopranos.
2008 medverkade han i TV-serien Lost. Han spelade rollen som "Miles Straume", ett spiritistiskt medium.

## Filmografi
| År      | Titel                        | Roll                    | Info                                   |
| ------- | ---------------------------- | ----------------------- | -------------------------------------- |
| 1995    | Pictures of Baby Jane Doe    | Shopkeeper              | Film, statist                          |
| 1995    | Welcome to the Dollhouse     | Barry                   | Film                                   |
| 1995    | Law & Order                  | Chung                   | TV-serie, gästskådespelare (1995–2002) |
| 1997    | New York Undercover          | David Kwan              | TV-serie, gästskådepelerska            |
| 1997    | Red Corner                   | Peng                    | Film                                   |
| 1997    | Kundun                       |                         | Film                                   |
| 1998    | Fly                          | Jeremy Kim              | Film                                   |
| 1998    | Rush Hour                    | Sang                    | Film                                   |
| 1999    | Man of the Century           | Mike Ramsey             | Film                                   |
| 2000    | Keeping the Faith            | Don                     | Film                                   |
| 2000    | Wonderland                   |                         | TV-serie                               |
| 2000    | Deadline                     | Fung                    | TV-serie, gästskådespelare             |
| 2000    | Maze                         | Dr. Mikao               | Film                                   |
| 2000    | The Family Man               | Sam Wong the Deli Clerk | Film                                   |
| 2001    | Oz                           | Bian Yixue              | TV-serie, gästskådespelare             |
| 2001    | Artificial Intelligence: AI  | Syatyoo-Sama            | Film                                   |
| 2001    | Home Sweet Hoboken           |                         | Film                                   |
| 2001    | Spy Game                     | Li                      | Film                                   |
| 2001    | Vanilla Sky                  | Art Editor              | Film                                   |
| 2002    | Face                         | Willie                  | Film                                   |
| 2002    | Red Dragon                   | Lloyd Bowman            | Film                                   |
| 2004    | Saw                          | Detective Steven Sing   | Film                                   |
| 2004    | Whoopi                       | Terrence                | TV-serie, gästskådespelare             |
| 2004    | Strip Search                 | Liu Tsung-Yuan          | TV-program                             |
| 2004    | The Jury                     | Ken Arata               | TV-serie, gästskådespelare             |
| 2004    | Sucker Free City             | Lincoln Ma              | Film                                   |
| 2005    | Hate                         | Mo                      | TV-program                             |
| 2005    | The Squid and the Whale      | School Therapist        | Film                                   |
| 2006    | Inside Man                   | Wing                    | Film                                   |
| 2006    | X-Men: The Last Stand        | Kid Omega               | Film                                   |
| 2007    | Year of the Fish             | Johnny                  | Film                                   |
| 2007    | Shanghai Kiss                | Liam Liu                | Film                                   |
| 2007    | Sopranos                     | Carter Chong            | TV-serie, gästskådespelare             |
| 2007    | East Broadway                | Ming                    | Film                                   |
| 2007    | Falling for Grace            | Ming                    | Film                                   |
| 2008    | Lost                         | Miles Straume           | TV-serie                               |
| 2008    | Saw V                        | Steven Sing             | Film                                   |
| 2009    | Works of Art                 | John Kim                | Film                                   |
| 2011    | The Good Wife                | Shen Yuan               | TV-serie, gästskådespelare             |
| 2012–13 | Person of Interest           | Leon Tao                | TV-serie                               |
| 2013    | Zero Hour                    | Father Reggie           | TV-serie                               |
| 2013    | Deception                    | Donald Cheng            | TV-serie                               |
| 2014    | The Night Shift              | Topher Zia              | TV-serie                               |
| 2015    | Star Wars: The Force Awakens | Amiral Statura          | Film                                   |
| 2019    | The Blacklist                | Michael Sima            | TV-serie                               |
| 2021    | Old                          | Jarin                   | Film                                   |
| 2024    | Avatar: The Last Airbender   | Zhao                    | TV-serie                               |
| 2026    | Project Hail Mary            | TBA                     | Film                                   |